# Аридниця широколиста
Аридниця широколиста (Syntrichia latifolia) — вид мохів порядку потіальних (Pottiales).

## Поширення
Батьківщиною є Європа, Північна Америка.
Населяє кору дерев, рідко росте на скелях; від низьких до високих висот.

## Характеристика
Стебла 4–12 мм. Листки складчасті та злегка скручені коли сухі, прямовисні коли вологі, вузько- чи широколопатчасті, 1,8–2,8 × 0,6–0,8 мм; краї закручені в проксимальній 1/2, цільні; верхівки тупі. Спеціалізоване нестатеве розмноження за допомогою гемм на адаксіальній або іноді абаксіальній поверхні листя, гемми яйцеподібні й округлі, 25–45 мкм у діаметрі, від зеленого до коричневого кольору, багатоклітинні. Вид дводомний. Коробочкові ніжки 6 мм, червоні. Коробочка червона, 3 мм, пряма, з чітко вираженою шийкою. Спори 10–15 мкм, бородавчасті.